# Кубратско
 Тази статия е за историко-географската област.  За общината вижте Кубрат (община).  
Кубратско, в миналото Балбунарско, е историко-географска област в Североизточна България, около град Кубрат.
Територията ѝ съвпада приблизително с някогашната Кубратска околия – основната част от днешните общини Кубрат (без селата Мъдрево и Тертер от Тутраканско) и Завет (без град Завет и село Иван Шишманово от Исперихско и село Острово е заличеното Воден от Разградско), както и селата Кошарна, Стамболово и Черешово в община Сливо поле, Глоджево и Смирненски в община Ветово и Тетово в община Русе. Разположена е в северния край на Лудогорското плато в Източната Дунавска равнина. Граничи с Тутраканско на север, Исперихско на изток, Разградско на юг и Русенско на запад.